# Scordatura
La scordatura, o afinació alterada, és una tècnica d'interpretació aplicada als instruments cordòfons, tant de corda fregada com de corda pinçada consistent a afinar una o diverses de les cordes de l'instrument en tonalitats diferents de la que és habitual, fins i tot invertint-ne l'ordre d'afinació. Mentre que en la música clàssica és més habitual el primer sentit del mot, en la música tradicional és més freqüent el segon. Així mateix aquestes afinacions són força usades en grups de rock alternatiu. La scordatura permet interpretar passatges o temes que d'altra manera no es podrien practicar amb l'instrument, per bé que és anatòmicament impossible polsar alhora dues cordes en determinades tonalitats, o bé poder interpretar acords, amb intèrvals no convencionals, en definitiva es canvia les possibilitats interpretatives de l'instrument.

## La scordatura en la música clàssica
L'han utilitzat, entre altres: 
- Marco Uccellini (1610 - 1680), en moltes de les seves obres per a violí.
- Heinrich Ignaz Franz von Biber a les sonates del rosari.
- Johann Pachelbel utilitza diferents afinacions per al violí al seu Musikalische Ergötzung.
- Vivaldi a la versió original de l'ària ‘Tu dormi in tante pene’ de l'òpera Tito Manlio Servilia, en aquest cas per a la viola d'amore. També en el seu concert per a violí en la, Op. 9 número 6: el solista ha d'afinar la quarta corda en la en lloc de l'habitual sol.
- Johann Sebastian Bach a la cinquena suite per a violoncel sol.
- Telemann al concert per a dos violins en la major, TWV 43:7.
- Haydn a la simfonia 60, tots els violins al començament del darrer moviment afinen la quarta corda en fa; el títol de la simfonia és Il distratto, és a dir El distret de manera que és com si aquests instruments s'haguessin oblidat d'afinar correctament aquesta corda.
- Mozart a la simfonia concertant per a violí i viola.
- Schumann, en el violoncel del seu quartet amb piano Op. 47.
- Paganini al primer concert per a violí i orquestra.
- Mahler en el violí solista al segon moviment de la quarta simfonia
- Camille Saint-Saëns, al violí solista de la Dansa Macabra: en lloc d'un mi cal afinar en mi bemoll la 1a corda.
- Schnittke al seu monòleg per a viola i corda.
- Igor Stravinski l'aplica als violins a L'ocell de foc, i al violoncels al final de La consagració de la primavera.
- Richard Strauss en els violins a Ein Heldenleben i a les violes a Don Quixote.
- Ottorino Respighi a Els pins de Roma, en diferents passatges, l'usen tant els violoncels com els contrabaixos.
- Zoltán Kodály a la sonata per a violoncel sol fa afinar diferentment les dues cordes greus.
- Béla Bartók al començament del tercer moviment dels seu Contrasts per a clarinet, violí i piano,buscant un efecte proper al folklore hongarès.
- Ligeti en el concert per a violí.
- George Crumb, en els violoncels a Vox Balaenae.
- Bernat Vivancos a La ciutat dels àngels I (2003) on tota l'orquestra de corda usa scordatura diferent.